# José Abraham Martínez Betancourt
José Abraham Martínez Betancourt (Peribán, 16 marzo 1903 – Tacámbaro, 8 aprile 1982) è stato un vescovo cattolico messicano.

## Biografia
Era figlio di José Trinidad Tolentino Martínez, carpentiere, e di María de Jesús Betancourt Alcázar. Due dei suoi fratellastri, Miguel e José María, figli di primo letto di suo padre, erano sacerdoti.
Iniziò gli studi ecclesiastici nel seminario di Zamora e nel 1922 fu inviato a Roma, dove fu alunno del Pontificio Collegio Pio Latino-Americano e conseguì i dottorati in teologia e filosofia presso la Pontificia Università Gregoriana.
Ricevette il suddiaconato nella chiesa di Santa Teresa al Corso d'Italia il 6 maggio 1928 e il diaconato nel santuario di Montenero a Livorno il 22 settembre successivo. Fu ordinato prete dal cardinale Basilio Pompilj, vicario generale di Sua Santità papa Pio XI per la diocesi di Roma, nella cappella del Collegio Germanico-Ungarico il 28 ottobre 1928, solennità di Cristo Re.
Tornato in patria, svolse il suo ministero sacerdotale in un clima di violenta persecuzione religiosa da parte delle autorità politiche.
Nel 1933 fu scelto come segretario da Estanislao Reyes, amministratore apostolico della diocesi di Tacámbaro, e confermato come segretario da Manuel Pío López Estrada, vescovo di Tacámbaro dal 1934, che lo nominò anche vicario generale e vicario capitolare.
Eletto vescovo di Tacámbaro da papa Pio XII, fu consacrato il 20 ottobre 1940 nella cattedrale di Tacámbaro da Manuel Pío López, da poco trasferito alla sede di Veracruz, assistito da Luis María Altamirano y Bulnes, arcivescovo di Morelia, e da Manuel Fulcheri y Pietrasanta, vescovo di Zamora.
In diocesi promosse attivamente l'Azione Cattolica e la diffusione della buona stampa. Restaurò il seminario diocesano di Tacámbaro, che era stato chiuso dal governo messicano nel 1926.
Nel 1944 convocò il primo sinodo diocesano di Tacámbaro; in accoglimento delle istanze espresse dai padri sinodali, avviò la fondazione della congregazione delle Serve dell'Immacolata Concezione.
Prese parte alla prima, alla seconda e alla quarta e ultima sessione del Concilio Vaticano II.
Raggiunti i 75 anni di età, inviò al papa la sua lettera di dimissioni volontarie dall'incarico di vescovo. Il pontefice accettò la rinuncia nel giugno 1979 eleggendo al suo posto Luis Morales Reyes.
Morì nel 1982 a causa di un ictus cerebrale.

## Genealogia episcopale e successione apostolica
La genealogia episcopale è:
- Cardinale Scipione Rebiba
- Cardinale Giulio Antonio Santori
- Cardinale Girolamo Bernerio, O.P.
- Arcivescovo Galeazzo Sanvitale
- Cardinale Ludovico Ludovisi
- Cardinale Luigi Caetani
- Cardinale Ulderico Carpegna
- Cardinale Paluzzo Paluzzi Altieri degli Albertoni
- Papa Benedetto XIII
- Papa Benedetto XIV
- Cardinale Enrico Enriquez
- Arcivescovo Manuel Quintano Bonifaz
- Cardinale Buenaventura Córdoba Espinosa de la Cerda
- Cardinale Giuseppe Maria Doria Pamphilj
- Papa Pio VIII
- Papa Pio IX
- Arcivescovo José María Ignacio Montes de Oca y Obregón
- Arcivescovo Próspero María Alarcón y Sánchez de la Barquera
- Arcivescovo Leopoldo Ruiz y Flóres
- Arcivescovo Pascual Díaz y Barreto, S.I.
- Vescovo Manuel Pío López Estrada
- Vescovo José Abraham Martínez Betancourt

La successione apostolica è:
- Vescovo Gilberto Valbuena Sánchez (1973)
- Arcivescovo Luis Morales Reyes (1976)